# カタビロトゲハムシ
カタビロトゲハムシ Dactylispa subquadrata は体表に多数の棘を持つハムシの1種。ブナ科植物の葉を食べる。かつてはカタビロトゲトゲと呼ばれた。

## 特徴
体長5mm程度の甲虫。背面は全体として黒く、腹部は褐色で、触角と歩脚は黄褐色をしている。触角は糸状で先端の5節は色が濃い。前胸背の前端の両端には1本の角状突起があり、その先端が2つに分かれている。また外側の縁には褐色の鋭い棘状突起があり、こちらは先端が3つに分かれている。鞘翅部は全体としては俵型で、側面の中央が少しくびれ、つまりその前方と後方が左右に張り出している。その外縁には大小の棘状突起が多数並んでいる。左右の鞘翅には断続的に続く隆起の列が4本あり、強い点刻が密集して多数ある。特に肩に当たる部分の隆起がとても顕著で、ここに5-6個の小さな突起が列をなす。

## 生態など
成虫、幼虫共にブナ科植物の葉を食べる。コナラ、ミズナラ、カシワ、クリ、クヌギ、アラカシなどが知られる。
越冬は成虫で行い、落ち葉の下で越冬した成虫は6月初旬に宿主植物の葉に現れ、葉の葉脈の間を、線状に表面を削るようにして食べる。交尾も葉の上で行われ、7月には葉の先端の鋸歯の部分に1つずつ産卵する。卵は約1週間で孵化し、幼虫は葉に潜り込んで葉肉を穿孔食害する。葉肉部を喰う時に幅広く食べてゆくために葉のその部分は袋状になる。7月下旬から8月上旬に葉肉内で蛹になり、8月下旬から9月上旬には成虫が現れる。新成虫は越冬後の成虫と同様に宿主植物の葉を食べ、10月には越冬場所である落葉の下に移動する。

## 分布
本州、四国、九州と、それに中国に分布する。

## 利害
食草にクリが含まれるためにクリの害虫と言えるが、一般的に密度が低く、重要なものではない。しかし希に大発生して大きな害となる例がある。